# Elmano de Freitas
Elmano de Freitas da Costa (Baturité, 12 de abril de 1970) é um advogado e político brasileiro filiado ao Partido dos Trabalhadores (PT). É governador do estado do Ceará desde 2023.
Formado em Direito pela Universidade Federal do Ceará, advogou jurídica e politicamente por sindicatos e movimentos sociais. Iniciou sua carreira política em 1996, quando candidatou-se a vereador de Baturité e obteve pouca quantidade de votos para se eleger. Depois de assumir, entre 2011 e 2012, a Secretaria Municipal da Educação de Fortaleza na gestão da prefeita Luizianne Lins, disputou cargos no Executivo e no Legislativo cearenses, sendo eleito deputado estadual em 2014 e 2018 e governador em 2022.

## Origens, formação e trabalho
Um dos cinco filhos da professora Elma de Freitas da Costa e do agricultor Francisco Feitosa da Costa, Elmano de Freitas nasceu em 12 de abril de 1970 na cidade cearense de Baturité, onde iniciou sua militância pelas Comunidades Eclesiais de Base da Igreja Católica, trabalhando na alfabetização de crianças que não frequentavam a escola. Aos quinze anos, Elmano mudou-se com seus irmãos para a capital Fortaleza para estudar, tendo ele se formado na Faculdade de Direito da Universidade Federal do Ceará, na qual integrou o movimento estudantil e o Diretório Central dos Estudantes. Exercendo a advocacia, atuou na defesa jurídica e política de sindicatos e movimentos sociais, como o Movimento dos Trabalhadores Rurais Sem Terra, e coordenou a Rede Nacional de Advogados e Advogadas Populares de 2001 a 2009.

## Carreira política
Filiado desde 1989 ao Partido dos Trabalhadores, cujo diretório no Ceará esteve sob seu comando durante oito anos, Elmano participou de uma eleição pela primeira vez em 1996, quando seu nome foi colocado na lista de candidatos a vereador de Baturité, mas não fez campanha por estar auxiliando Luizianne Lins, também do PT, em sua candidatura a uma vaga na Câmara Municipal de Fortaleza, a qual venceu. Ele terminou por ser o menos votado do partido na cidade, tendo recebido quatro votos.
Em 2008, Elmano coordenou a campanha de reeleição de Luizianne à prefeitura de Fortaleza, e no ano seguinte, a partir do segundo mandato dela no executivo fortalezense, dirigiu a Comissão de Participação Popular de seu gabinete, sendo depois, entre setembro de 2011 e dezembro de 2012, secretário municipal de Educação.
Em 2012, Elmano foi candidato a prefeito de Fortaleza pela coligação "Pra Cuidar das Pessoas" com o médico Antônio Mourão, do Partido da República, como vice, sendo Luizianne seu cabo eleitoral para sucedê-la. A eleição foi disputada em dois turnos, tendo ele terminado o primeiro como o mais votado, com 318 262 votos, ou 25,44% do total de válidos, e vencido em 51 bairros da cidade. No segundo turno Roberto Cláudio o derrotou ao obter 650 607 votos (53,02%) contra 576 435 (46,98%) do candidato petista. Em 2013 Elmano foi eleito presidente do diretório do PT em Fortaleza com 60,84% dos votos, assumindo o cargo em dezembro e ficando nele até 2017.
Em 2014 Elmano candidatou-se a deputado estadual e foi eleito com 44 292 votos para o mandato de 2015 a 2018, ano em que concorreu novamente e recebeu o voto de 68 594 eleitores para o quadriênio 2019–2022. Em seus dois mandatos na Assembleia Legislativa teve mais de trinta projetos de lei aprovados, liderou a bancada legislativa do PT, presidiu a Comissão de Defesa Social e o Conselho de Altos Estudos e Assuntos Estratégicos e foi relator da CPI do motim, que investigou o envolvimento de associações de policiais militares em um motim no Ceará em 2020. Ele recebeu em 2019 a Medalha do Mérito Judiciário Clóvis Beviláqua, a mais alta honraria do Tribunal de Justiça do Estado do Ceará, por contribuições ao Poder Judiciário cearense enquanto deputado. Paralelamente presidiu a Escola Superior do Parlamento Cearense em 2017.
Em 2016 Elmano foi candidato a vice-prefeito de Fortaleza na chapa de Luizianne Lins pelo PT, que recebeu 193 687 votos (15,06%), terminando na terceira colocação. Em 2020 disputou a prefeitura de Caucaia com a empresária Natécia Campos, do Progressistas, como vice na coligação Caucaia com Coragem pra Mudar e obteve 13 018 votos (7,69%), ficando em quarto lugar.
Em 2022 Elmano candidatou-se a governador do Ceará pela coligação Ceará Cada Vez Mais Forte, tendo como vice Jade Romero, do Movimento Democrático Brasileiro. Ele foi escolhido pelo PT em meio ao rompimento da aliança estadual com o Partido Democrático Trabalhista, que preteriu sua filiada Izolda Cela, governadora em exercício após a renúncia do titular petista Camilo Santana para que se candidatasse a senador, em detrimento do colega de partido Roberto Cláudio à sucessão no governo estadual. Associando-se ao apoio de Camilo, da mesma coligação, e de Izolda, Elmano venceu a eleição com 2 808 300 votos, alcançando 54,02% dos válidos e levando o governo estadual no primeiro turno. Ele obteve maioria de votos em 178 cidades cearenses, enquanto seus adversários Capitão Wagner e Roberto Cláudio ganharam em cinco e uma, respectivamente.

## Desempenho eleitoral
| Ano  | Eleição                | Cargo                                 | Partido                                                                                                 | Partido | Coligação           | Votos  | Votos       | Votos         | Ref.   |
| Ano  | Eleição                | Cargo                                 | Partido                                                                                                 | Partido | Coligação           | Total  | Porcentagem | Posição       | Ref.   |
| ---- | ---------------------- | ------------------------------------- | --- | ------- | ------------------- | ------ | ----------- | ------------- | ------ |
| 1996 | Municipal de Baturité  | Vereador                              | | PT      | —                   | 4      | —           | não eleito    | [ 12 ] |
| 2012 | Municipal de Fortaleza | Prefeito                              | Pra Cuidar das Pessoas (PT, PR, PTN, PSC e PV)                                                          | PT      | 318 262 (1.º turno) | 25,44% | 1.º         | [ 36 ] [ 37 ] |        |
| 2012 | Municipal de Fortaleza | Prefeito                              | Pra Cuidar das Pessoas (PT, PR, PTN, PSC e PV)                                                          | PT      | 576 435 (2.º turno) | 46,98% | 2.º         | [ 36 ] [ 37 ] |        |
| 2014 | Estaduais no Ceará     | Deputado estadual                     | PT, PRB, PTB, PSL, PHS, PV, PSD, SD e PROS                                                              | PT      | 44 292              | 0,99%  | eleito      | [ 22 ]        |        |
| 2016 | Municipal de Fortaleza | Vice-prefeito Titular: Luizianne Lins | sem coligação                                                                                           | PT      | 193 687             | 15,06% | 3.º         | [ 38 ]        |        |
| 2018 | Estaduais no Ceará     | Deputado estadual                     | PT, PV e PSB                                                                                            | PT      | 68 594              | 1,50%  | eleito      | [ 39 ] [ 40 ] |        |
| 2020 | Municipal de Caucaia   | Prefeito                              | Caucaia com Coragem pra Mudar (PT, PP, Rede, PSB, PV e Cidadania)                                       | PT      | 13 018              | 7,69%  | 4.º         | [ 27 ] [ 28 ] |        |
| 2022 | Estaduais no Ceará     | Governador                            | Ceará Cada Vez Mais Forte (FE Brasil (PT, PC do B e PV), PP, MDB, PRTB, Fed. PSOL Rede e Solidariedade) | PT      | 2 808 300           | 54,02% | 1.º         | [ 33 ] [ 41 ] |        |